# Hans Lauscher

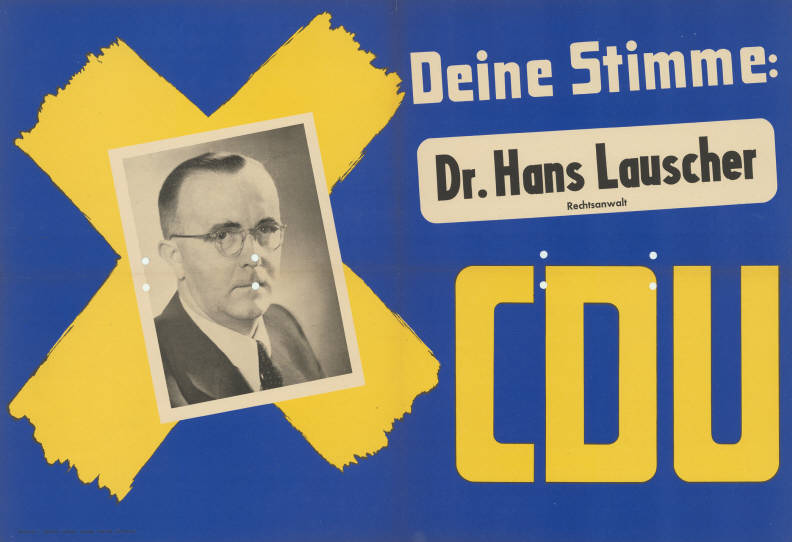
Hans Lauscher auf einem Landtagswahlplakat 1950

Hans Lauscher (* 24. Januar 1904 in Coesfeld; † 24. Januar 1981 in Greven) war ein deutscher Jurist und Politiker (CDU).

## Leben und Beruf
Nach dem Abitur an einem humanistischen Gymnasium studierte Lauscher  Rechtswissenschaften in Freiburg im Breisgau, München und Köln. Als Student wurde er jeweils aktives Mitglied von katholischen Studentenverbindungen des KV: Rheno-Palatia in Freiburg, Saxonia in München und Nibelung in Köln.  1926 legte er das erste und 1930 das zweite juristische Staatsexamen ab. Er promovierte 1928 zum Dr. jur. und ließ sich 1931 als Rechtsanwalt in Greven nieder. Nach der Machtübernahme der Nationalsozialisten wurde ihm seine Ernennung zum Notar verweigert. Zum 1. März 1937 trat er der NSDAP bei (Mitgliedsnummer 3.802.413).

## Partei
Nach dem Zweiten Weltkrieg schloss Lauscher sich der CDU in Greven an, war von 1948 bis 1966 Vorsitzender des CDU-Kreisverbands Münster-Land und von 1948 bis 1950 Vorsitzender des CDU-Bezirksverbands Münsterland. Von 1948 bis 1950 sowie von 1958 bis 1962 war er Mitglied im westfälischen Landesvorstand der Partei.

## Abgeordneter
Lauscher engagierte sich zunächst kommunalpolitisch und wurde 1948 Kreistagsmitglied des Kreises Münster. Er zog 1950 in den nordrhein-westfälischen Landtag ein, dem er bis 1966 angehörte.

## Öffentliche Ämter
Lauscher wurde im Juli 1958 als Minister für Wirtschaft, Mittelstand und Verkehr in die von Ministerpräsident Franz Meyers geführte Landesregierung von Nordrhein-Westfalen berufen. In die Amtszeit Lauschers fiel u. a. die von ihm initiierte Gründung des Flughafens Münster-Osnabrück. Nach der Bildung einer Koalitionsregierung aus CDU und FDP schied er im Juli 1962 aus der Regierung aus und wurde als Wirtschaftsminister von Gerhard Kienbaum abgelöst.
Siehe auch: Kabinett Meyers I

## Ehrungen
- Großes Bundesverdienstkreuz mit Stern und Schulterband